# The Joker
《The Joker》는 미국의 록 밴드 스티브 밀러 밴드의 여덟 번째 스튜디오 음반이다. 이 음반은 캐피틀 스튜디오에서 녹음되었고 1973년 10월, 캐피틀 레코드에 의해 발매되었다. 이 음반은 밴드가 더 멜로디하고 스무스 록과 블루스 사운드를 위해 사이키델릭 지향적인 음악을 포기하면서 그룹에 중요한 변화의 시기를 나타냈다. 아마도 우연이 아니었을지, 그것은 타이틀곡의 강한 라디오 플레이로 인해 그들의 첫 탄탄한 상업적 성공이기도 했다. 타이틀곡은 녹음하는 데 19일이 걸렸다. 이 음반은 빌보드 200에서 2위에 올랐고 미국에서 플래티넘 인증을 받았다. 1974년 1월 8일, 《캐시박스》 차트에서 1위에 올랐다.
《롤링 스톤》은 나중에 이 음반을 "역사상 위대한 음반 커버 100위" 중 하나로 선정하기도 했다.

## 평가
| 전문가 평가                   | 전문가 평가 |
| 평가 점수                     | 평가 점수   |
| 출처                          | 점수        |
| ----------------------------- | ----------- |
| AllMusic                      | [ 4 ]       |
| Christgau's Record Guide      | B–          |
| Encyclopedia of Popular Music | [ 6 ]       |

올뮤직의 스티븐 토마스 얼와인은 《The Joker》를 별 다섯 개 중 세 개로 평가하면서 "모든 것이 밝고 재미있으며 때로는 정말 바보 같다"고 말했다. 그는 또한 "마음 확장이 아니다"라고 말했지만, "그럼에도 불구하고 밀러와 마음이 잘 맞는다면 웃지 않을 수 없을 정도로 좋은 시간적 분위기를 유지하고 있다"고 마무리했다.

## 곡 목록
| #  | 제목                                  | 작사·작곡      | 재생 시간 |
| -- | ------------------------------------- | -------------- | --------- |
| 1. | 〈Sugar Babe〉                        | 스티브 밀러    | 4:35      |
| 2. | 〈Mary Lou〉                          | 영 제시, 샘 링 | 2:24      |
| 3. | 〈Shu Ba Da Du Ma Ma Ma Ma〉          | 밀러           | 5:41      |
| 4. | 〈Your Cash Ain't Nothin' but Trash〉 | 제시 스톤      | 3:21      |

| #  | 제목                                                                | 작사·작곡                            | 재생 시간 |
| -- | ------------------------------------------------------------------- | ------------------------------------ | --------- |
| 1. | 〈The Joker〉                                                       | 밀러, 에디 커티스, 아흐메트 에르테군 | 4:26      |
| 2. | 〈The Lovin' Cup〉                                                  | 밀러                                 | 2:10      |
| 3. | 〈Come On in My Kitchen (Live at the Tower Theater, Philadelphia)〉 | 로버트 존슨                          | 4:06      |
| 4. | 〈Evil (Live at the Aquarius Theatre, Boston, Massachusetts)〉      | 밀러                                 | 4:35      |
| 5. | 〈Something to Believe In〉                                         | 밀러                                 | 4:41      |